# Analama conspicua
Analama conspicua är en fjärilsart som beskrevs av Sergius G. Kiriakoff 1960. Analama conspicua ingår i släktet Analama och familjen tandspinnare. Inga underarter finns listade i Catalogue of Life.